# Litoradlice (hradiště)
Hradiště Litoradlice (též Na Hradu) je pravěké a raně středověké hradiště nad levým břehem Vltavy jihovýchodně od Litoradlic u Temelína, asi pět kilometrů jižně od Týna nad Vltavou. Hradiště je chráněné jako kulturní památka.

## Popis
Areál hradiště s rozlohou 2,8 hektaru se nachází v katastrálním území Litoradlice na levém břehu Vltavy, a to na trojúhelníkovité ostrožně mezi Vltavou a Hradní strouhou. Na jihovýchodní straně bylo hradiště chráněno příkrými, místy skalnatými srázy k Vltavě, resp. dnes k hněvkovickému přehradnímu jezeru. Na severozápadní a severní straně je chránil sráz nad Hradní strouhou. Přístupová jihozápadní strana je přehrazena dvojitým pásem valů. Zprávy z přelomu 19. a 20. století uvádějí ještě třetí vnější val, který už není v terénu patrný.
Mohutnější vnitřní val je u paty 5–18 metrů široký a dosahuje výšky 5–6 metrů. Na východní straně pravděpodobně k hradišti přiléhalo malé předhradí s lehkým opevněním, které chránilo přístup od brodu přes Vltavu.

## Výzkum hradiště
Hradiště zkoumali Jan Nepomuk Woldřich, Josef Ladislav Píč a Bedřich Dubský. Nálezy propálených vrstev vedly profesora Woldřicha k zařazení litoradlického hradiště k lokalitám s tzv. spečenými valy. V letech 1942 a 1943 nalezl Bedřich Dubský při povrchovém průzkumu hradiště zlomky raně středověké keramiky ve starých Woldřichových sondách, na severovýchodním předhradí pak zdobený přeslen z doby halštatské až laténské.

## Historický vývoj
Archeologické nálezy potvrzují osídlení tohoto hradiště ve starší době železné a v raném středověku. Ojedinělý nález bronzové jehlice s kulovitou hlavicí při detektorovém průzkumu v roce 2007 dokládá využití lokality také v době závěrečné fáze starší doby bronzové. Podobné jehlice jsou typické pro mladší fázi únětické kultury nebo následující věteřovské období.
Hradiště bylo jedním ze tří hradišť mezi Hlubokou nad Vltavou a Týnem nad Vltavou, k nimž patří ještě hradiště Baba a Hradec u Dobřejovic.

## Přístup
Turistické a informační značení k hradišti nevede. Přístup je možný z autobusové zastávky U dvou šraňků, která je na silnici III. třídy 12221 mezi Jeznicí a Litoradlicemi a na cyklotrase č. 1079 Hluboká nad Vltavou – Týn nad Vltavou, která je součástí Vltavské cyklistické cesty.